# سيبو باسيفيك
سيبو باسيفيك (بالإنجليزية: Cebu Pacific)‏ أو شركة سيبو الجوية، وتعمل تحت الاسم سيبو باسيفيك للطيران، هي شركة طيران مقرها (المبنى رقم 3) في مطار نينوي أكوينو الدولي في مانيلا، الفلبين. وتقدم رحلات مجدولة إلى الداخل ووجهات دولية. قاعدتها الرئيسية هي مطار نينوي أكوينو الدولي، مانيلا، مع محاور أخرى في مطار ماكتان-سيبو الدولي، مطار كلارك الدولي، مطار فرانسيسكو بانجوي الدولي، مطار إيلويلو الدولي ومطار كاليبو الدولي.

## نبذة

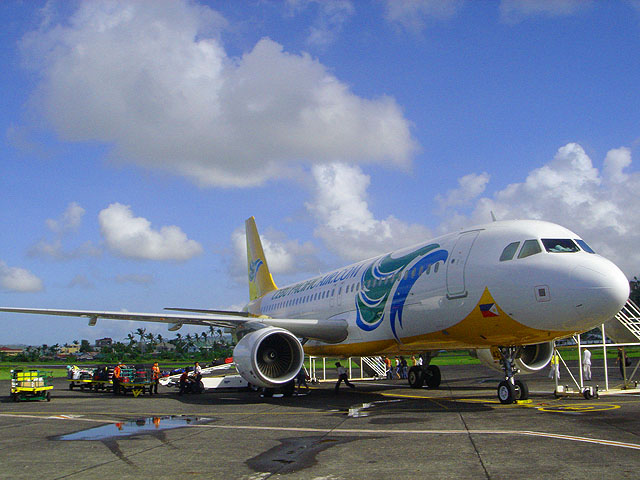
One of Cebu Pacific's Airbus A320-200 at Legazpi Airport

تدير شركة سيبو اير، عملياتها باسم سيبو باسيفيك اير، وهي شركة طيران يقع مقرها في مطار نينوي أكوينو الدولي   (مانيلا، مبنى مطار رقم 3)، مدينة باساي، مترو مانيلا، الفلبين.  تسير الشركة رحلات إلى وجهات محلية ودولية في مواعيد محددة. حيث تتخذ من   مطار نينوي أكوينو الدولي، مانيلا مركزاً رئيسياً لها، مع مراكز أخرى في مطار ماكتان-سيبو الدولي، مطار كلارك الدولي .،   مطار فرانسيسكو بانجوي الدولي،   مطار ايلويلو الدولي  و مطار كاليبو الدولي .

## تاريخ الشركة
تأسست شركة الطيران في 26 أغسطس من عام 1988، وبدأت عملياتها في 8 مارس 1996. حيث تم إقرار المرسوم الجمهوري رقم 7151، والذي يمنح شركة سيبو اير الامتياز، في 30 أغسطس عام 1991. وكانت شركة سيبو اير، قد امتُلكت لاحقاً من قبل شركات جيه جي ساميت القابضة (والتي تعود لـ   جون غوكونجوي ). وكانت قد شرعت بتقديم خدماتها على المستوى المحلي بعد أن قامت الحكومة الفلبينية بإزالة القيود عن السوق. إلا أنها أوقفت عملياتها مؤقتاً في فبراير 1998 بعد أن تم إيقاف رحلاتها من قبل الحكومة على إثر  حادث، ولكنها استأنفت تقديم خدماتها لاحقاً في الشهر التالي بعد إعادة اعتماد طائراتها.  حيث بدأت أولاً بـ 24 رحلة محلية يومياً بين العاصمة مانيلا، سيبو مترو ومترو دافاو .وبحلول نهاية عام 2001، زادت عملياتها إلى حوالي 80 رحلة يومياً إلى 18 وجهة محلية.
 

## الوجهات
تُسيّر سيبو باسيفيك رحلات إلى 34 وجهة محلية، و24 وجهة دولية في 14 بلداَ
 
إحصائيات تتعلق بالمسافرين
| العام العمود | عدد المسافرين على متن سيبو باسيفيك !! معدل النمو |       |
| ------------ | ------------------------------------------------ | ----- |
| 2006         | 3,456,000                                        |       |
| 2007         | 0                                                | 58.8% |
| 2008         | 6,750,000                                        | 23.0% |
| 2009         | 8,760,000                                        | 29.7% |
| 2010         | 10,460,000                                       | 19.4% |
| 2011         | 11,940,000                                       | 14.1% |
| 2012         | 13,260,000                                       | 11.0% |
| 2013         | 14,351,765                                       | 8.3%  |

## الاسطول

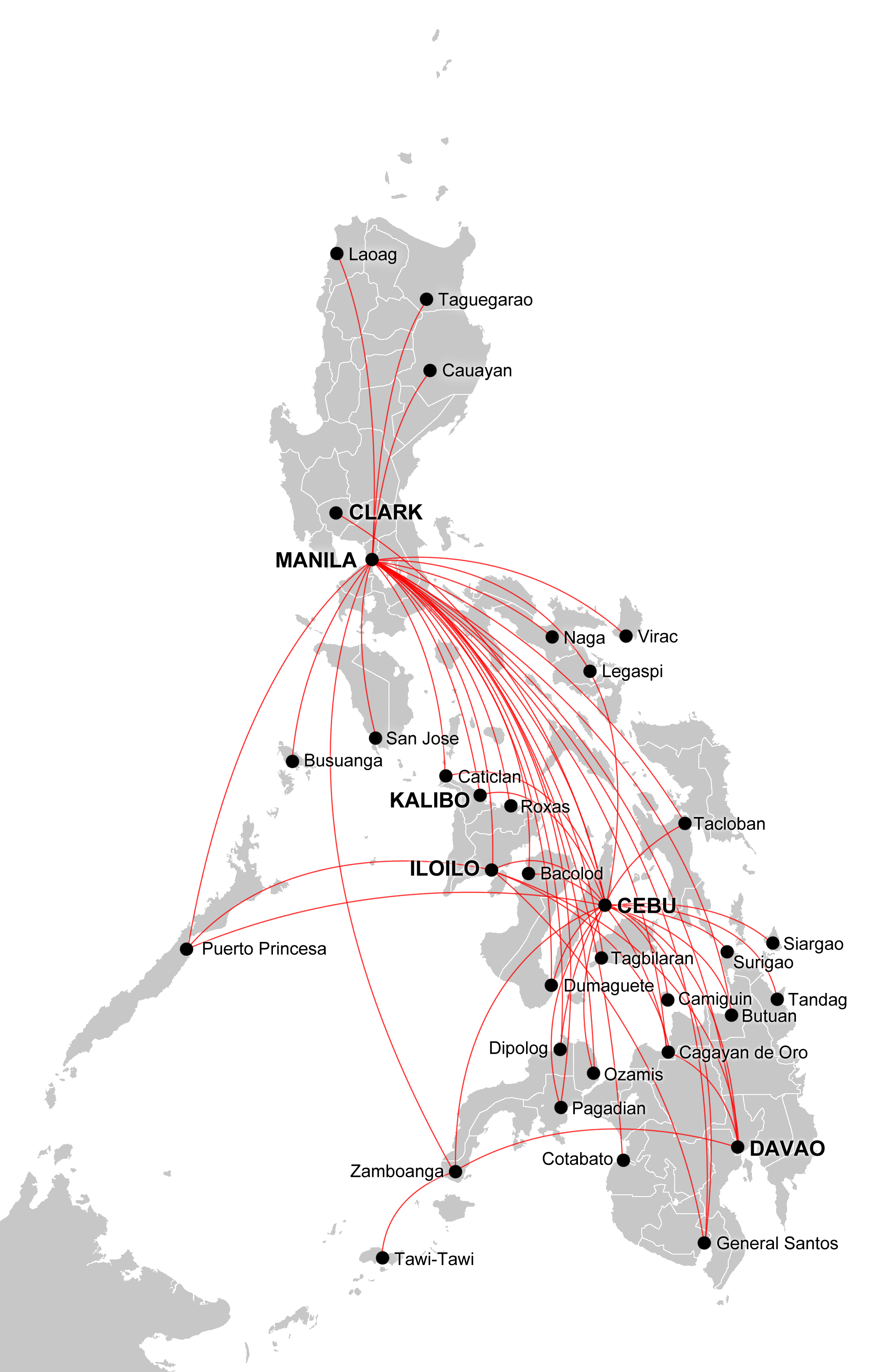
Domestic route map of Cebu Pacific as of February 2013.

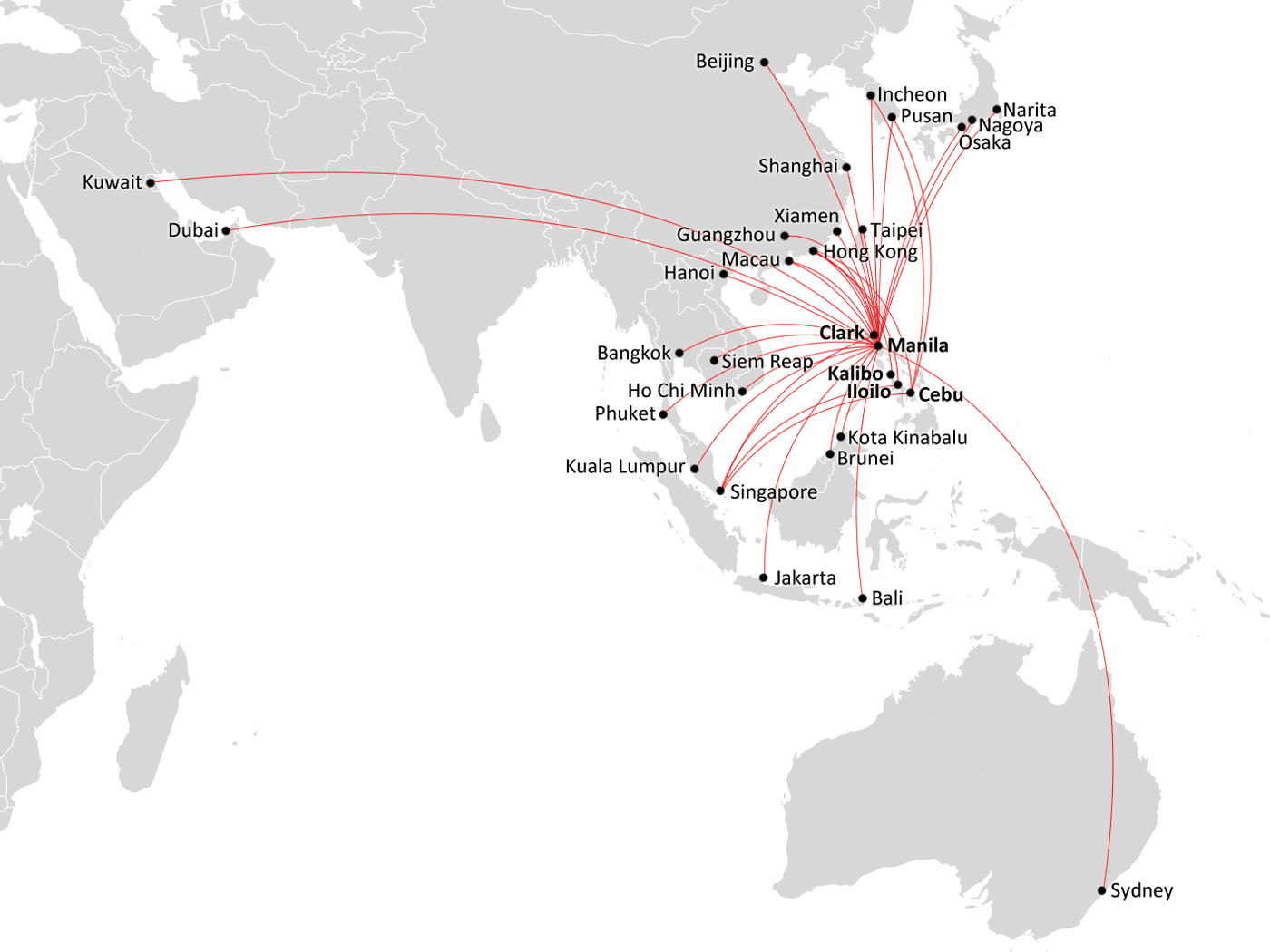
International route map of Cebu Pacific as of July 2014.

في أبريل 2005، وقعت سيبو باسيفيك اتفاق مشروع مشترك مع شركة إس آي ايه انجنيرينغ لصيانة طائرات ايرباص A319 و A320. إن الشركة الجديدة، والتي تُدعى شركة الطيران المشترك (الفلبينية)، مملوكة بشكل مشترك من قبل شركة إس آي ايه انجنيرينغ المحدودة وسيبو باسيفيك.
في مارس 2007، أعلنت سيبو باسيفيك عن طلبية 10 طائرات من طراز ايرباص A320، بالإضافة إلى 10 طائرات ذات ميزات إضافية. على أن تُسلم الشركة طلبياتها المؤكدة من عام 2010 - 2012، بينما يتم تسليم الطائرات ذات الميزات الإضافية من 2011 - 2013.
في 18 ديسمبر 2008، أعلنت سيبو باسيفيك أنها قد طلبت طائرة إضافية بمحرك توربيني من طراز ATR-72-500 . يزيد هذا الطلب طلبياتها المؤكدة من طائرات ATR-72 من 6 مؤكدة و8 طائرات ذات ميزات إضافية إلى 10 مؤكدة بالإضافة إلى 8 طائرات ذات ميزات إضافية.
في 16 حزيران/ يونيو 2009 في معرض باريس للطائرات، أعلنت شركة ايرباص أن سيبو باسيفيك قد زادت طلبيات A320 المعلقة إلى 15 مع طلبية مؤكدة جديدة للحصول على 5 طائرات. ومن المقرر أن يتم تسليم الطائرات الإضافية بدءاً من عام 2013.
 
وفي يونيو 2011، أعلنت شركة سيبو اير أنها اشترت 30 طائرة ايرباص من طراز A321neos وسبع طائرات ايرباص A320   مقابل 3.8 مليار دولار، مما سيجعل أسطولها يزيد عن الضعف بحلول عام 2021 ويؤدي بالتالي لتوسيع مجال خطوطها الدولية. سوف يتم تسليم طائرات A320 بين عامي 2015 و 2021، في حين ستستلم أسطول A321neo من عام 2017-2021.
في 31 كانون الثاني/ يناير، أعربت شركة الطيران 2012 عن رغبتها بتأجير ثمانية طائرات ايرباص من طراز A330-300 للاستخدام في رحلات طويلة.
 

## الأسطول الحالي

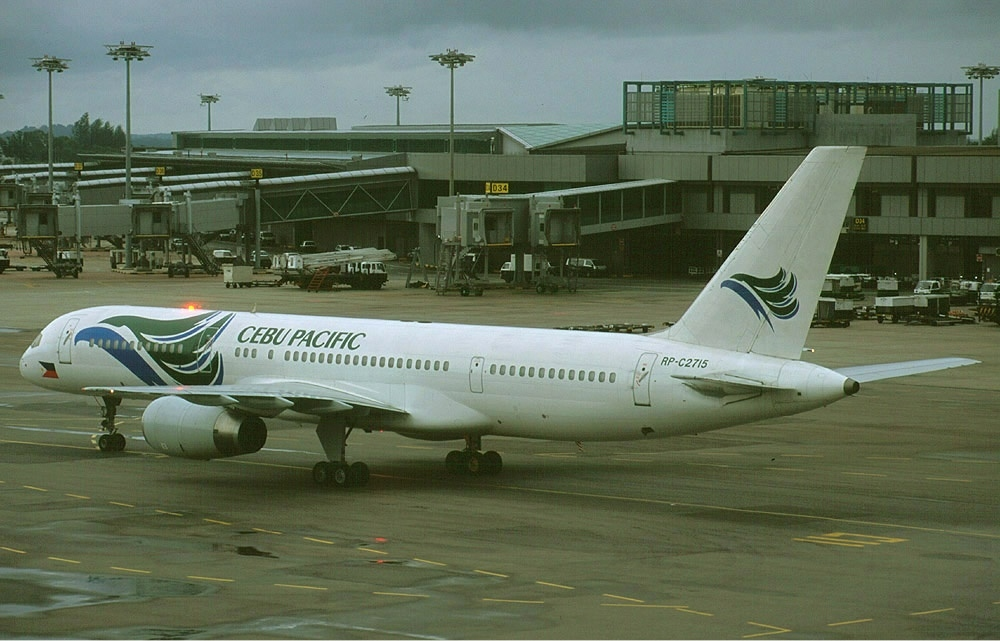
A Cebu Pacific Boeing 757-200 taxiing at Singapore Changi Airport

اعتباراً من شهر شباط/ فبراير عام 2015، يكون أسطول سيبو باسيفيك مؤلفاً من الطائرات التالية بمتوسط عمر يبلغ 4.1 سنة:

## وصلات خارجية
- الموقع الإلكتروني